# آخرین فرمان (آلبوم)
آخرین فرمان (به انگلیسی: The Last Command) نام دومین آلبوم استودیویی گروه هوی متال وسپ است که در سال ۱۹۸۵ منتشر شد. تهیه‌کنندهٔ آخرین فرمان اسپنسر پرافر بود که پیش از آن تجربهٔ همکاری با کوایت رایت در آلبوم Metal Health را داشت. در این آلبوم استیو رایلی جایگزین تونی ریچاردز، اولین درامر وسپ شده‌بود.
آلبوم در زمان انتشارش با استقبال مناسبی مواجه شد و تا رتبهٔ ۴۷ام جدول ۲۰۰ آلبوم پرفروش ایالات متحده صعود کرد. آخرین فرمان مانند آلبوم وسپ که ۱ سال قبل‌اش منتشر شده بود بیش از ۱ میلیون نسخه فروش داشت. این آلبوم هم‌چنین آخرین آلبوم استودیویی وسپ بود که رندی پایپر به‌عنوان گیتاریست با دیگر اعضای گروه همکاری داشت.
ترانهٔ «کودک وحشی» یکی از قطعات شاخص آلبوم آخرین فرمان است که توسط گروه‌های دیگری مانند ساسپریا، Nokturnal Mortum و نایت‌ویش هم بازخوانی شده‌است.

## افراد مشارکت‌کننده
- بلکی لاولس: آواز و گیتار باس
- کریس هلمز: لید و ریتم گیتار
- رندی پایپر: لید و ریتم گیتار و هم‌آوایی
- استیو رایلی: درامز و هم‌آوایی

## منبع
- مشارکت‌کنندگان ویکی‌پدیا. «‎The Last Command (album)‎». در دانشنامهٔ ویکی‌پدیای انگلیسی، بازبینی‌شده در ۹ مارس ۲۰۱۰.